# Xã Clinton, Quận Douglas, Missouri
Xã Clinton (tiếng Anh: Clinton Township) là một xã thuộc quận Douglas, tiểu bang Missouri, Hoa Kỳ. Năm 2010, dân số của xã này là 249 người.